# Compadrito

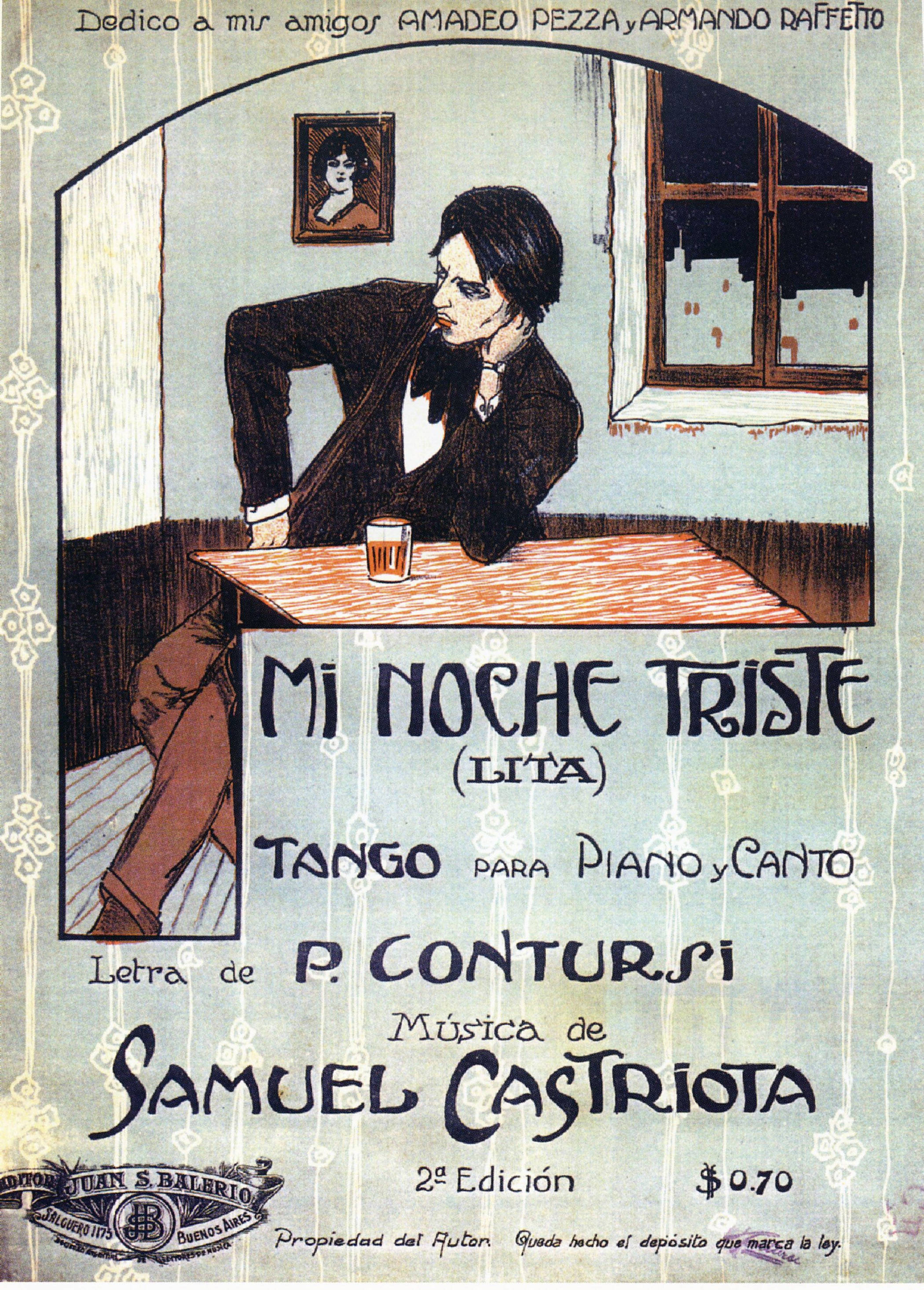
Portada de Mi noche triste.

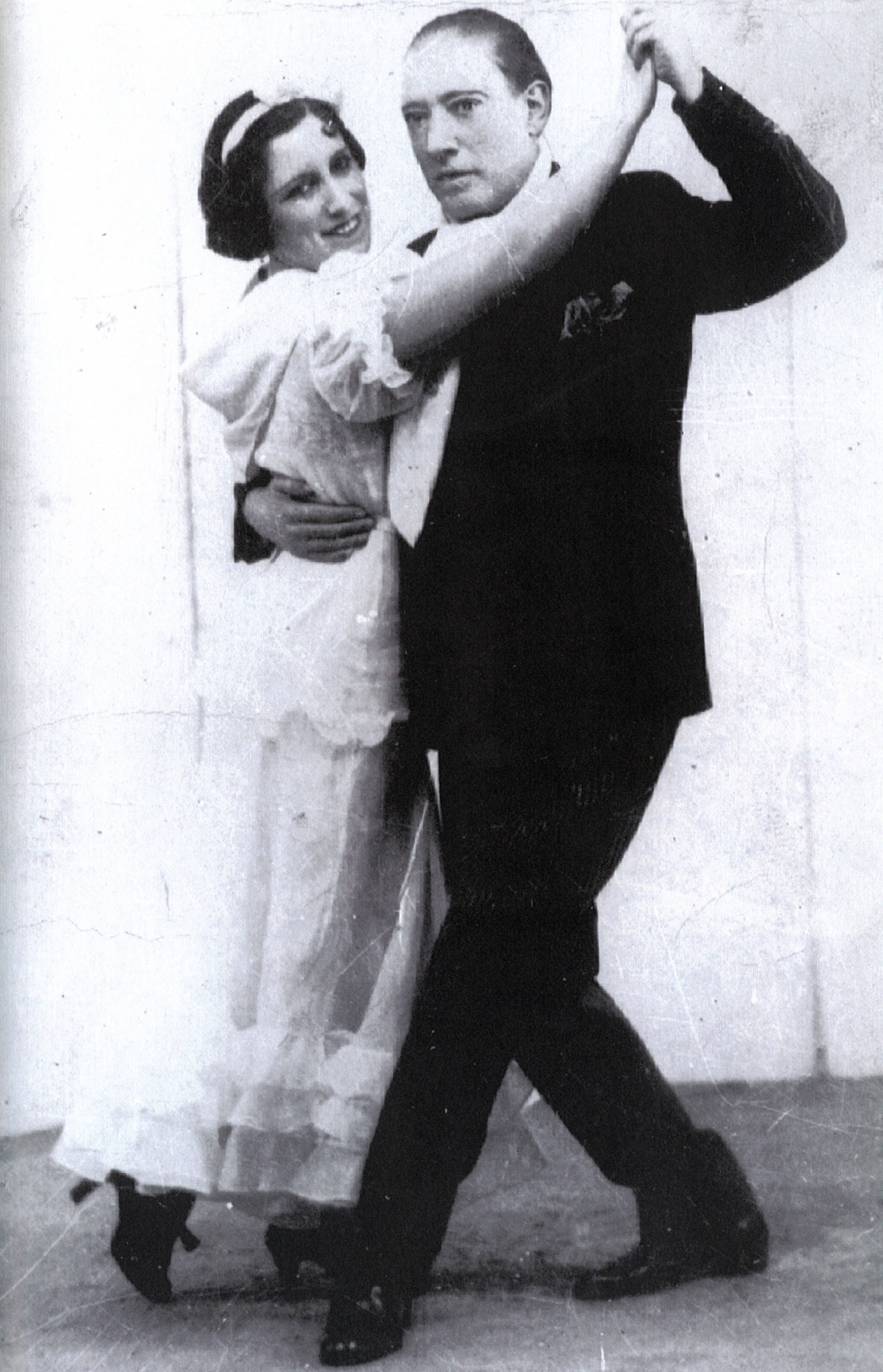
Ovidio José Bianquet, El Cachafaz

Compadrito es un término que designa en Argentina, Uruguay y el área rioplatense a un tipo social popular suburbano, aparecido en la segunda mitad del siglo XIX. José Gobello explica que "compadrito se llamaba al joven de condición social modesta que habitaba en las orillas de la ciudad... algo así como un gaucho que hubiera desensillado". El compadrito está asociado al tango porque fue uno de los protagonistas de la creación del género.
Despectivamente y determinado por el prejuicio social, el término pasó al lenguaje cotidiano para designar al hombre provocador, jactancioso y pendenciero.

## Definición
El compadrito fue un tipo social suburbano, descendiente históricamente del gaucho rural, aparecido en las ciudades de la región del Río de la Plata y su zona de influencia, principalmente Buenos Aires, Montevideo y Rosario, como parte del proceso de urbanización iniciado en la segunda mitad del siglo XIX. El compadre se identificaba a sí mismo como un criollo, como un gaucho. 
Dice José Gobello que:

La tarea del gaucho, a partir de 1810, había sido la guerra: la de la emancipación nacional, la de la organización, la del Paraguay. Cuando las guerras concluyeron, los hijos de los gauchos ya no fueron gauchitos, sino compadritos.
José Gobello

La palabra está tomada de "compadre", un término de amplio uso en el mundo latinoamericano con un sentido de solidaridad y compañerismo. En el Río de La Plata la palabra se distanció de tal acepción y pasó a ser sinónimo de criollo pobre residente de los arrabales. Un personaje de Ascasubi se presenta como "compadrito" al invitar a bailar a una dama la Media Caña en un baile improvisado en Samborombón.
La palabra "compadrito" o "guapo" designó a criollos cuchilleros residentes de las orillas (los arrabales) de Buenos Aires, Montevideo o Rosario, que se desempeñaban en faenas rurales, como matarifes, carreros o cuarteadores y que eran empleados como guardaespaldas o fuerza de choque de políticos. Solían ser pendencieros y amedrentadores y eran temidos y admirados por su coraje en el duelo a cuchillo hasta la muerte. Muchos de ellos, aunque no era una condición necesaria, pertenecían al mundo del hampa. Otros eran trabajadores legítimos, como el caso de "Hormiga Negra",  quien había luchado en las batallas de Cepeda y Pavón.
A menudo los compadritos peleaban solamente para demostrar superioridad en el valor y en el manejo del cuchillo, capaces de batirse a duelo por cualquier insinuación que pusiera a su honor en entredicho. Borges infiere de una anécdota que la sola mención de la localidad de procedencia de un guapo podía motivar que otro lo desafiara.
Asimismo, compadrito puede aludir a bailarines de milonga o tango, guitarreros y proxenetas; actividades que no excluían el ejercicio concomitante del oficio de guapo.
El prejuicio social de las clases altas asoció compadrito con delincuencia, del mismo modo que lo había hecho con el gaucho y le dio una connotación negativa, asociándolo con una actitud petulante y pendenciera, pero sin seriedad.
Otros términos similares de la época, surgidos con el fin de definir tipos sociales suburbanos, fueron "guapo", "compadrón" y "malevo". Algunos estudiosos han intentado definir al compadrito por oposición al guapo o el compadre, a partir de una supuesta falta de valores, atribuyéndole ser cobarde y carecer de disposición para batirse a duelo de cuchillo, a la vez de estar más interesado en bailar y relacionarse afectivamente con una mujer, actitudes estas presentadas como de poco valor.
El compadrito está íntimamente asociado al tango, porque fue justamente ese tipo social, asociado a las comunidades afro-rioplatenses, el que lo creó como danza y género musical en la segunda mitad del siglo XIX.
En el tango Mi noche triste se lo pinta como un proxeneta. En otra faceta, es también el Cachafaz, apodo dado además al famoso bailarín Ovidio José Bianquet (1890-1942).

## Vestimenta
Solían vestir según la moda de su época. Inicialmente saco ajustado, chambergo con copa alta, pañuelo al cuello, pantalón con trencilla, alpargatas o zapatos de tacón alto abotonados o con elástico. En los años 20 y 30 usaban chambergo gris, pañuelo, camisa rosa o granate, saco abierto, anillos, pantalón derecho y botines negros bien lustrados.
Su manera de vestir podía ser exagerada, intentando imitar la moda y los hábitos de los ricos.

## Algunos compadritos famosos[3][8]
- Hormiga Negra
- El Noi
- Suárez "el chileno"
- Pastor Luna
- Juan Muraña
- Nicolás Paredes
- El Tigre Flórez
- El Petiso Flores
- Tristán Cabrera
- Felipe León

## En el tango y la literatura
El compadrito aparece a menudo en la literatura tanguera, como en El choclo:

Con este tango que es burlón y compadrito
se ató dos alas la ambición de mi suburbio;
con este tango nació el tango, y como un grito
salió del sórdido barrial buscando el cielo;
conjuro extraño de un amor hecho cadencia
que abrió caminos sin más ley que la esperanza,
mezcla de rabia, de dolor, de fe, de ausencia
llorando en la inocencia de un ritmo juguetón.

o en el Bailarín compadrito, de 1929, de Miguel Bucino:

Vestido como dandy, peinao a la gomina
y dueño de una mina más linda que una flor,
bailás en la milonga con aire de importancia,
luciendo la elegancia y haciendo exhibición

El escritor y poeta Jorge Luis Borges lo menciona en repetidas oportunidades como en el cuento El Sur (Ficciones) y le dedica poemas como:
Los compadritos muertos
Siguen apuntalando la recova
Del Paseo de Julio, sombras vanas
En eterno altercado con hermanas
Sombras o con el hambre, esa otra loba.
Cuando el último sol es amarillo
En la frontera de los arrabales,
Vuelven a su crepúsculo, fatales
Y muertos, a su puta y su cuchillo.
Perduran en apócrifas historias,
En un modo de andar, en el rasguido
De una cuerda, en un rostro, en un silbido,
En pobres cosas y en oscuras glorias.
En el íntimo patio de la parra
Cuando un tango embravece la guitarra.